# Colón, Panama
Colón är en hamnstad vid Karibiska havet i Panama, grundad 1850 som slutstation för Panamajärnvägen. Själva staden, som utgörs av en äldre stadskärna med en yta på endast 2,4 km², hade 34 655 invånare vid folkräkningen 2010. Staden är huvudstad i provinsen Colón. 
Colón kallades även, på engelska, Aspinwall under några år efter stadens grundande. Colón utsågs redan på 1950-talet till frihandelszon och drog till sig stora folkmassor i jakt på arbete från kringliggande trakter. Orten är idag en betydande containerhamn, men den ekonomiska utvecklingen har inte varit gynnsam, vilket har lett till att Colón idag betraktas som en av de farligaste orterna i hela Mellanamerika.[källa behövs]

## Administrativ indelning
Colón består av två administrativa områden (folkmängd 2010):
- Barrio Norte (20 579 invånare, 1,18 km²)
- Barrio Sur (14 076 invånare, 1,22 km²)

## Demografi
Centrala Colón har upplevt en kraftig utflyttning under de senaste två decennierna, och från att ha haft 54 654 invånare 1990 har invånarantalet stadigt minskat och uppgick till 34 655 invånare vid folkräkningen 2010. Däremot har närliggande kommuner, som Cativá, Cristóbal och Sabanitas (med en sammanlagd folkmängd av cirka 100 000 invånare) upplevt en kraftig folkökning.